# 11090 Popelin
11090 Popelin (1994 CT12) là một tiểu hành tinh vành đai chính được phát hiện ngày 7 tháng 2 năm 1994 bởi E. W. Elst ở Đài thiên văn Nam Âu.